# Sárbogárdi kistérség

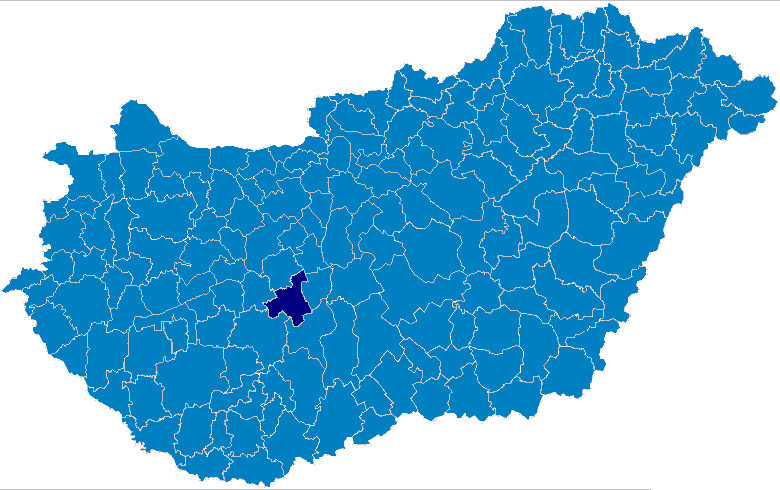
A Sárbogárdi kistérség

A Sárbogárdi kistérség kistérség Fejér megyében, központja Sárbogárd.

## Települései
| Alap       | Alsószentiván | Cece      | Hantos   | Igar  |
| Mezőszilas | Nagylók       | Sárbogárd | Sáregres | Vajta |